# Cs. Szabó László
Cs. Szabó László (Budapest, 1905. november 11. – Budapest, 1984. szeptember 28.) Kossuth-díjas magyar író, esszéíró, kritikus. Nevében a Cs. a csekefalvi rövidítése, barátai Csének szólították.

## Élete

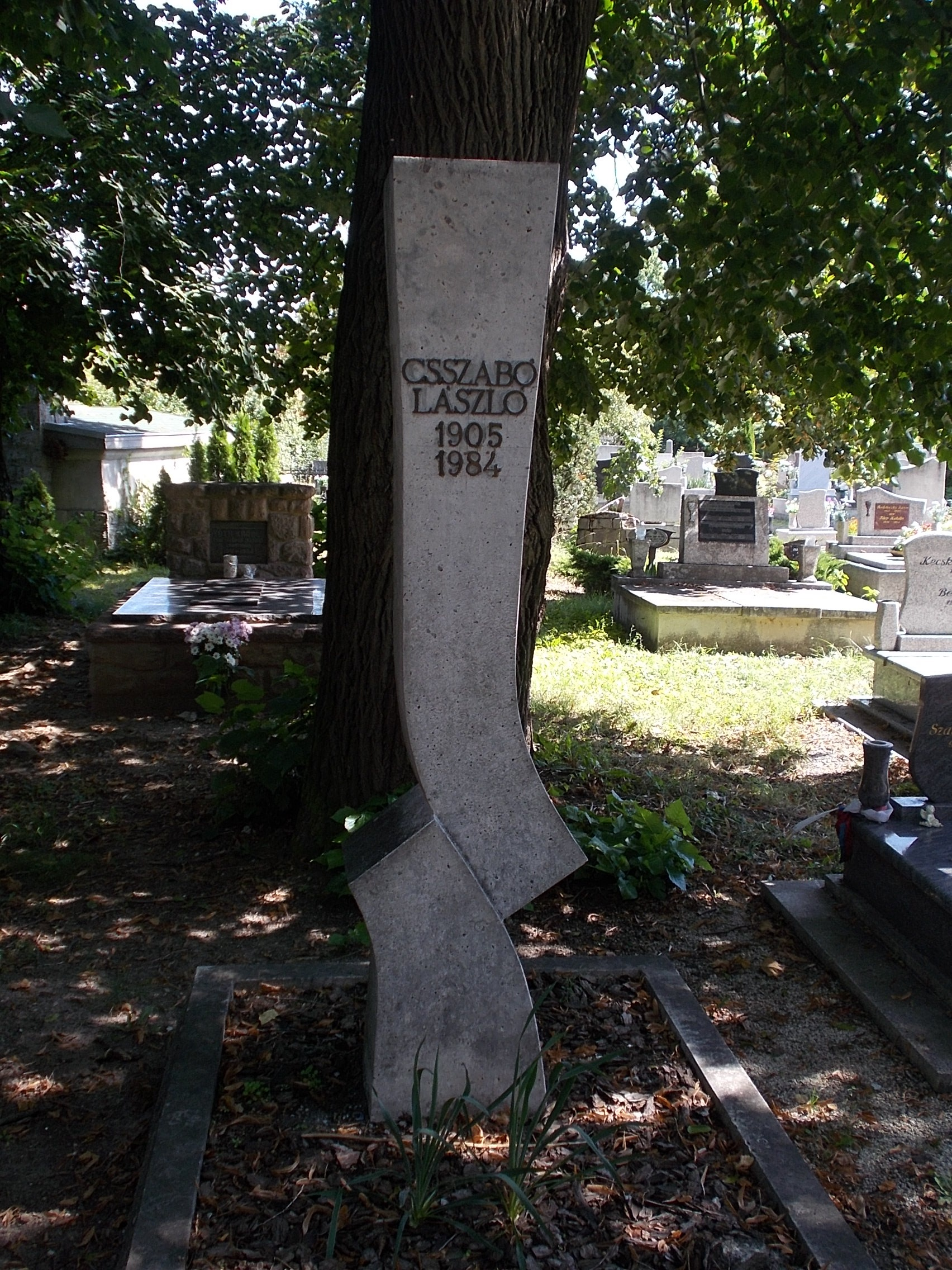
A sírja a sárospataki temetőben

Kolozsváron nőtt fel. Apja Cs. Szabó Kálmán, anyja Hann Jozefin volt. 1918-ban Budapestre költözött, részt vett Ady Endre temetésén (1919). Közgazdasági tanulmányokat végzett Budapesten. 1925–26-ban Párizsban tanult, a Sorbonne-on. 1931-ben gazdaságtörténeti doktorátust szerzett. 1932–1935 között a Magyar–Olasz Bank és a Kereskedelmi és Iparkamara elnökének titkára volt.
1935–1944 között a Magyar Rádió Irodalmi Osztályának vezetője volt. 1945-től a Képzőművészeti Főiskola Művelődéstörténeti tanszékét vezette. 1948-ban emigrált. Olaszországban, majd 1951-től Nagy-Britanniában élt. 1951–1972 között, valamint 1983-tól a BBC munkatársa volt. Sárospatakon temették el.

## Munkássága
Fontos szerepe volt a nyugati magyar irodalom összefogásában. A Nyugat esszéíró nemzedékének tagjaként indult. Részt vett az antifasiszta szellemi ellenállásban. Fő érdeklődési területe az olasz reneszánsz, William Shakespeare munkássága, az angol klasszikus festészet és a magyar irodalom öröksége és kortárs eredményei. Nagyon sok elbeszélésében használja az egyes szám első személyt, másokban történeti köntösbe rejti személyes jellegű mondanivalóját, mely majdnem mindig a körül a kérdés körül forog, miért, milyen indítékok alapján választja valaki a hazájától való eltávolodást, ami ugyanakkor nem jelenti annak nyelvétől és hagyományaitól való elszakadást is. Kulcsfontosságú műve ebben a vonatkozásban A kegyenc.
Jeles lapokban publikált, köztük a Magyarok és az Új Látóhatár címűekben. Tagja volt a lengyel–magyar kapcsolatok ápolását célul tűző, elsősorban irodalommal foglalkozó Magyar Mickiewicz Társaságnak.

## Művei

### 1948-ig
A kígyó c. könyv fülszövegében néhány műve mellett más évszám szerepel.
- Franklin Delano Roosevelt (1935)
- Búcsú a vándorévektől; Radó Ny., Bp., 1935 (Apollo-füzetek)
- Hét nap Párizsban. Útikalauz felnőtteknek; Nyugat, Bp., 1936
- Egy gondolat bánt engemet (elbeszélés, 1936)
- Apai örökség; Franklin, Bp., 1937
- Kárpát kebelében (útirajz, 1936, 1994)
- Doveri átkelés (Nyugat-európai helyzetkép); Cserépfalvi, Bp., 1937 („Válság és új élet” kötetei)
- Szomorú szombat. Elbeszélések; szerzői, Békés, 1937
- Levelek a száműzetésből (tanulmány, 1937)
- Fegyveres Európa (útinapló, 1939)
- Magyar néző (Napló az európai válságról, 1939)
- Latin Európa; szerzői, Bp., 1939
- Színes történetek a küzdelmes időkből; összeáll. Cs. Szabó László; Stádium Ny., Bp., 1939 (Nemzeti könyvtár)
- Erdélyben (1940)
- A kígyó (elbeszélés, 1941, 1986)
- Erdély öröksége (Bp., 1941) – válogatáskötet az erdélyi magyar emlékirat-irodalomból, a tíz kötet mindegyikének előszavait Cs. Szabó, illetve Makkai László írta
- Három költő (antológia, 1942, 1990) – Byron, Shelley és Keats antológiája
- Haza és nagyvilág; Franklin, Bp., 1942
- Szerelem. Három elbeszélés; Franklin, Bp., 1944 (Olcsó könyvtár)
- Két part (karcolatok, 1946)
- Százhúsz könyv. Gondolatok egy olcsó egyetemes könyvtárról; Bokor és Fischer Ny., Bp., 1946
- Márvány és babér. Versek Itáliáról; összeáll., bev. Cs. Szabó László; Officina, Bp., 1947

### 1948–1984
- Magyar versek Aranytól napjainkig (antológia, 1953)
- Irgalom. Elbeszélések; Anonymus, Róma, 1955
- Pótvizsga (elbeszélés,[5] Félix László azonos címen tévéfilmet készített belőle 1996-ban)[6]
- Téli utazás. Útleírás, Salzburg–Bécs–Párizs (1955–1956)
- Félszáz ének és egy játék; Látóhatár, München, 1959
- Az utolsó éjszaka (hangjáték, 1959)
- Halfejű pásztorbot. Görög hajónapló; Waverley Press, London, 1960 (Magyar Könyves Céh)
- Ország és irodalom (négy tanulmány, 1963)
- Az öreg Michelangelo. A római évek 1534–1564; s.n., Róma, 1964
- A megszabadított száműzött. Dante politikája; Katolikus Szemle, Róma, 1965
- Három festő (különlenyomat az Új Látóhatár 1965. január–februári számából)
- A nyomozás. Útirajzok, hangjátékok, elbeszélések; Útitárs, Oslo–Bécs, 1966
- Három hangnem. Három Shakespeare darabról; Molnár, München, 1966
- Véres drágakő. Két tanulmány a XVI. századi Angliáról; Katolikus Szemle, Róma, 1967
- Hunok nyugaton (esszék, 1968,[7] 1994)
- Római muzsika (naplók, esszék, 1970, 1988)
- Száz arany esztendő. 1760–1860. Az angol romantikus és praeraffaelita festészet (négy rádióelőadás, 1972)
- Egy nép s a költészete (különlenyomat az Új Látóhatár 1972 4/5. számából)
- Petőfiék (két tanulmány, 1973)
- Pokoltornác. Prózaversek; Osveta, London, 1974 (Szepsi Csombor Kör kiadványai. Magyar sorozat)
- "A természet én vagyok" (tanulmány, 1974)
- Pokoltornác (prózaversek, 1974)
- A gyanútlanok. Öt hangjáték; Európai Protestáns Magyar Szabadegyetem, Bern, 1976 (Az Európai Protestáns Magyar Szabadegyetem kiadványai)
- Három esszé a művészetről; s.n., Róma, 1976
- Két tükör közt. Beszélgetések; Auróra, Basel, 1977
- Vérző fantomok. Elbeszélések; Griff, München, 1979
- Hűlő árnyékban; Európai Protestáns Magyar Szabadegyetem, Bern, 1982
- Alkalom. Esszék irodalomról, művészetről; Gondolat, Bp., 1982
- Közel s távol. Összegyűjtött elbeszélések 1948–1981; Magvető, Bp., 1983

### 1985-től
- Őrzők. Esszék; Magvető, Bp., 1985
- A kígyó; Szépirodalmi, Bp., 1986
- Görögökről (esszék, 1986)
- Shakespeare (esszék, 1987)
- Római muzsika; Magvető, Bp., 1988
- Távolsági beszélgetések; Szépirodalmi, Bp., 1989 (Zsebbe való kis könyvek)
- A tág haza. Összegyűjtött versek; sajtó alá rend., utószó, jegyz. Czigány Lóránt; Könyves Kálmán, Bp., 1995 (Cs. Szabó László művei)
- Roma summus Amor. Cs. Szabó László és Szőnyi Zsuzsa levelezése; szerk., sajtó alá rend., jegyz. Hafner Zoltán; Kortárs, Bp., 1999 (Phoenix könyvek)
- Hűlő árnyékban. Életrajzi írások; egybegyűjt., szerk. Biernaczky Szilárd, utószó Sas Péter; Mundus, Bp., 2004 (Mundus – új irodalom)
- Erdélyi metszetek; sajtó alá rend., bev. Pomogáts Béla; Komp-Press–Korunk Baráti Társaság, Kolozsvár, 2004
- Összegyűjtött novellák; szerk. Biernaczky Szilárd, utószó Arday Géza; Mundus, Bp., 2004 (Cs. Szabó László életműsorozat)
- Kis népek hivatása; vál., szerk. bev. Gróh Gáspár; TTFK–Kortárs, Bp., 2005 (Magyar néző)
- Kárpát kebelében. Szellemi utazás; vál., sajtó alá rend., előszó Sas Péter; Kriterion, Kolozsvár, 2005
- Cs. Szabó László válogatott esszéi; vál. Pomogáts Béla; Írott Szó Alapítvány–Magyar Napló, Bp., 2007 (A magyar irodalom zsebkönyvtára)
- A magyar költészet századai. Tanulmányok; vál., sajtó alá rend. Pomogáts Béla; Mentor, Marosvásárhely, 2008
- Hódoltsági irodalom. Az irodalom államosításától a forradalomig; sajtó alá rend., jegyz., utószó Czigány Lóránt; Mundus, Bp., 2008 (Mundus – új irodalom)
- Cs. Szabó László és Gál István levelezése, 1933–1982; szerk., jegyz., névmutató Gál Ágnes és Gál Julianna; Argumentum, Bp., 2012
- Hazajáró lélek. Válogatás az Irodalmi Ujságban megjelent írásokból; MMA, Bp., 2018
- Útrahívó. Képzőművészeti esszék; szerk. Szakolczay Lajos; MMA, Bp., 2019
- Hősök és antihősök. Színházi esszék és kritikák; vál., szerk., utószó Szakolczay Lajos; MMA, Bp., 2020
- Franklin Delano Roosevelt / Levelek a száműzetésből; vál., szerk. Papp Endre; MMA, Bp., 2021
- Doveri átkelés. Nyugat-európai helyzetkép / Magyar néző. Napló az európai válságról / Fegyveres Európa. Útinaplók; vál., szerk., utószó Papp Endre; MMA, Bp., 2022
- Erdélyben / Haza és nagyvilág / Két part; vál., szerk. Papp Endre; MMA, Bp., 2023

## Műfordításai
- Ch. Seignobos: A francia nemzet őszinte története (1935)
- Alfred de Musset: Szeszély (drámák, 1945)
- Aldous Huxley: A Mona Lisa mosoly (elbeszélés, 1946)

## Díjai
- Baumgarten-díj (1936)
- Kossuth-díj (posztumusz, 1990)